# Faustin-Archange Touadéra
Faustin-Archange Touadéra (* 21. duben 1957, Bangui) je prezident Středoafrické republiky, ve funkci od 30. března 2016. V letech 2008–2013 zastával úřad premiéra.

## Život
Narodil se v Bangui. Jeho rodina původně pocházela z města Damara, ležícího severně od Bangui. Středoškolské vzdělání získal na škole Barthelemy Boganda College v Bangui, ve studiu pokračoval na Banguiské a Abidjanské Univerzitě. Na Univerzitě Věd a Technologií v Lille (Francie) získal titul Ph.D. z čisté matematiky. Stejný titul obdržel roku 2004 i na Yaoundské Univerzitě v Kamerunu. V roce 1987 se stal asistentem matematického lektora na Banguiské Univerzitě a v letech 1989 až 1992 spoluděkanem. Později usedl do funkce ředitele vysokoškolského vzdělávání profesorů. V roce 1999 se připojil k výboru pro normalizaci matematiky ve francouzsko mluvících zemích a Indickém oceánu. Vicekancléřem Banguiské Univerzity se stal v roce 2004.
Do funkce premiéra byl jmenován 22. ledna 2008 prezidentem Françoisem Bozizém, kde vystřídal rezignujícího Élie Dotého. Jeho vláda složená z 29 členů včetně jeho samotného byla ustanovena 28. ledna. Z funkce předsedy vlády byl odvolán v lednu 2013. Byl členem strany Kwa Na Kwa, ale do prezidentských voleb konaných na přelomu let 2015 a 2016, které měly ukončit občanskou válku v zemi, šel jako nezávislý kandidát a ve druhém kole porazil dalšího bývalého premiéra Aniceta Dologuélého ze strany Union pour le renouveau centrafricain ziskem téměř 63 % hlasů.
Dne 27. prosince 2020 se ucházel o znovuzvolení, jeho výhra již v prvním kole voleb byla oznámena 4. ledna 2021, kdy mu předběžné výsledky přisuzovaly 53,9 % hlasů. Kvůli obsazení značné části území povstalci ale volby nebylo možné uspořádat v 29 ze 71 prefektur. Následně obsadili i zbývající důležitá města, kromě hlavního města Bangui a jeho okolí. Tyto rebely podporoval bývalý prezident François Bozizé, jemuž v těchto prezidentských volbách nebyla umožněna kandidatura, protože je na něj vydán zatykač za údajné mučení a vraždy. Bozizé týden před volbami vyzval k jejich bojkotu. I proto činila účast jen něco přes jednu třetinu voličů. 13 z 16 protikandidátů pak podalo stížnost k Ústavnímu soudu a označilo výsledek za masivní podvod. Poté, co však soud výsledek volby potvrdil, zabili 18. ledna povstalci dva členy mírové mise OSN. Dle oficiálních výsledků získal Touadéra 53,16 % hlasů a jeho nejvážnější soupeř, kterým byl opět Anicet-Georges Dologuélé, pouze 21,69 %.
Hlásí se ke křesťanství.